# Sherlockian Reading
Als Sherlockian Reading bezeichnet man eine spezielle Lektüre-Praxis der Geschichten um Sherlock Holmes von Sir Arthur Conan Doyle, die in erster Linie zur intellektuellen Unterhaltung dient und von der Voraussetzung ausgeht, dass es sich bei den Aufzeichnungen des Dr. Watson um von ihm selbst verfasste Tatsachenberichte handelt.

## Allgemeines
Den Anfang des Sherlockian Reading markiert eine 1911 im Gryphon Club in Oxford gehaltene satirische Rede von Ronald Knox, die später in seinen Essays in Satire (1928) unter dem Titel „Studies in the Literature of Sherlock Holmes“ erschienen ist. Sie fand ihre Fortsetzung durch Christopher Morley, der auch Regeln für die Lektüre aufstellte. Die erste Morleysche Regel legt die Lektüren auf ihren Unterhaltungswert fest. Die zweite Regel betrifft die Faktualität sämtlicher Sherlock Holmes Geschichten. Die dritte Regel betrifft den Status von Sir Arthur Conan Doyle. Dieser wird entweder stillschweigend übergangen oder aber als Herausgeber bzw. literarischer Agent Dr. Watsons betrachtet. Morleys Regeln finden ihre Anwendung vor allem in den Publikationen der Sherlock-Holmes-Gesellschaften. Auf ihrer Basis sind Textausgaben, Kommentare, Biographien (William S. Baring-Gould), Enzyklopädien, Atlanten und andere Hilfsmittel erstellt worden. Durch die Negation des fiktionalen Charakters sowie die Leugnung einer Autorschaft Conan Doyles unterscheidet sich das Sherlockian Reading von einer literaturwissenschaftlichen Interpretation, was jedoch nicht bedeutet, dass seine teilweise gründlichen Textanalysen jedes Erkenntniswertes entbehren.

## Ronald Knox
In seinen satirisch gemeinten „Studies in the Literature of Sherlock Holmes“ gibt Ronald Knox eine Reihe von Problemstellungen vor, an denen sich spätere (sherlockianische) Lektüren orientieren sollten. Die wichtigsten sind folgende:
- Die Anwendung von Holmes’ eigener Methode bei der Analyse und Interpretation seiner Geschichten.
- Hinweise auf den Nutzen der Geschichten für die Kriminologie.
- Vergleiche von Sherlock-Holmes-Geschichten mit kanonischen Werken der antiken Literatur (platonische Dialoge, antike Tragödie, antike Historiographie), der Bibel sowie mit der Kriminalliteratur von Edgar Allan Poe, Émile Gaboriau, Wilkie Collins und Chesterton.
- Die besondere Rolle des Erzählers Dr. Watson für die Erforschung der Holmes-Geschichten: „Any studies in Sherlock Holmes must be, first and foremost, studies in Dr. Watson.“
- Die Frage nach der Authentizität (Echtheit) der Geschichten und die Diskussion ihrer Widersprüche:

- Widersprüchliche Angaben zu Watsons Vornamen: John bzw. James. Gibt es einen Deutero-Watson?
- Universitätsprobleme: Die Dauer von Sherlock Holmes Studienjahren; der Hund auf dem College-Gelände; studierte Holmes in Oxford oder Cambridge?
- Anschluss-Probleme der ersten Geschichten mit denen um Holmes’ Rückkehr.
- Diskrepanzen in der Figurencharakterisierung von Sherlock Holmes.
- Das Problem des Vornamens von Professor Moriarty: Wieso heißt er 'James' wie sein gleichnamiger Bruder?
- Die Farbe des 'dressing-gown'.
- Das Problem von Dr. Watsons Frühstückszeit.
- Knox liefert zudem erste Überlegungen zur Chronologie und zum Datierungsproblem der Holmes-Geschichten. Sein Ergebnis ist (s. zur Verwendung der Abkürzungen den Artikel Sherlock Holmes):

In fester Reihenfolge: (1) GLOR, (2) MUSG, (3) STUD, (4) SPEC 1883, (5)  REIG April 1887, (6) FIVE 1887, (7) SIGN 1888, (8) NOBL 1888 (9) CROO, (10) SCAN, (11) NAVA
In unklarer Reihenfolge: (12) STOC 1888, (13) IDEN 1888, (14) REDH 1888 − (14) Hound 1889, (16) TWIS Juni 1889, (17) ENGI Sommer 1889, (18) BLUE Weihnachten, (19) FINA 1891.
Undatiert: SILV, YELL, RESI, GREE, BREY, COPP, BOSC
- Er unternimmt eine erste Strukturanalyse der Geschichten:

i Prooimion: Der Beginn mit einer Baker Street Szene und einer Exposition von Sherlock Holmes besonderen Fähigkeiten.
ii Exegesis kata ton diokonta: Die Darlegung des Problems durch den Klienten.
iii Ichneusis: Persönliche Untersuchungen des Falles durch den Detektiv.
iv Anaskeue: Die Widerlegung der Ansichten Scotlands Yards.
v Die erste Promenusis (exoterike): Holmes gibt der Polizei erste Hinweise auf die Lösung, die sie nicht versteht.
vi Die zweite Promenusis (esoterike): Eröffnung einer hypothetischen Lösung gegenüber Dr. Watson.
vii Exetasis: Weitere Untersuchungen, Verhöre, Recherchen, Verkleidungen und anderes.
viii Anagnorisis: Entdeckung und  ggf. Gefangennahme des Verbrechers.
ix Exegesis kata ton pheugonta: Das Geständnis des Delinquenten.
x Metamenusis: Darlegung der Beweiskette und der Untersuchung des Falles.
xi Epilogos: Zusammenfassender Satz oder ein Zitat eines bekannten Autors, mit dem die Geschichte endet.
- Er diskutiert das Verhältnis des Detektivs zu Scotland Yard; Vergleich der Kriminalbeamten mit den Platonischen Sophisten.
- Er erläutert das Verhältnis von Holmes zu Dr. Watson; Vergleich von Dr. Watson mit dem antiken Chor.
- Er behandelt Probleme von Sherlock Holmes’ fiktiver Biographie, seinem intellektuellen wie sozialen Selbstverständnis (z. B. sein Geschmack für theatralische Arrangements und Epigramme) sowie seiner Figurencharakterisierung (z. B. die Pfeife).
- Schließlich finden sich Überlegungen zu Holmes’ Methode: Sie sei weder reine Deduktion noch reine Induktion. Holmes verwechsele gelegentlich Beobachtung (Observation) mit Schlussfolgerung (Inference), unterscheide jedoch genau zwischen Beobachtung a posteriori und Deduktion a priori.